# La sculacciata
Pour plus de détails, voir Fiche technique et Distribution.
La sculacciata est une comédie italienne réalisée par Pasquale Festa Campanile et sortie en 1974.
Il s'agit d'une adaptation de la pièce de théâtre Neurotandem (1968) de Silvano Ambrogi (it).

## Synopsis
Un couple en crise, Carlo et Elena Amatriciani, avec des problèmes sexuels dus à la perte de virilité du mari, cherche des expédients érotiques pour retrouver leur complicité. Ces tentatives n'apportent rien et la femme finit par tenter de se suicider ; à la suite de cela, le mari retrouve sa virilité et, par conséquent, le mariage en bénéficie également.

## Fiche technique
- Titre original italien : La sculacciata[1]
- Réalisateur : Pasquale Festa Campanile
- Scénario : Piero Regnoli, Alfonso Brescia d'après la pièce de théâtre Neurotandem (1968) de Silvano Ambrogi (it)[2],[3],[4].
- Photographie : Salvatore Caruso
- Montage : Mario Morra
- Musique : Gianni Ferrio
- Décors : Giancarlo Pucci
- Société de production : Films S.p.A.
- Pays de production :  Italie
- Langue originale : italien
- Format : couleurs
- Durée : 92 minutes
- Genre : comédie
- Dates de sortie :
  - Italie : 14 février 1974[1]

## Distribution
- Sydne Rome : Elena
- Antonio Salines (it) : Carlo Amatriciani
- Roberto Antonelli (it) : chimiste
- Paolo Gozlino : médecin
- Gino Pernice : le vendeur d'encyclopédies
- Toni Ucci : frère
- Marisa Bartoli : frère : Veronica
- Vincenzo Crocitti : le patron d'Elena
- Lorenzo Piani : infirmier
- Franca Scagnetti : paysanne

## Accueil critique
Selon Paolo Mereghetti, « La satire ne manque pas... mais l'intrigue est faible ».